# Millettia lebrunii
Millettia lebrunii är en ärtväxtart som beskrevs av Lucien Leon Hauman. Millettia lebrunii ingår i släktet Millettia och familjen ärtväxter. Inga underarter finns listade i Catalogue of Life.